# Aurora Königsmarck

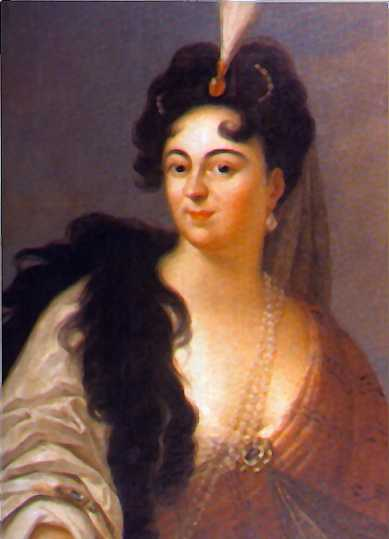
Aurora von Königsmarck

Maria Aurora von Königsmarck, född 28 april 1662 på slottet Agathenburg (nära Stade), död 16 februari 1728 i Quedlinburg, var en svensk grevinna, känd bland annat för att vara älskarinna till August den starke, med vilken hon 1696 fick sonen Moritz av Sachsen. 

## Biografi
Aurora Königsmarck var dotter till rikstygmästare Conrad Christoff von Königsmarck (1634–1673) och Maria Christina Wrangel (dotter till den berömde fältmarskalken Herman Wrangel av Skokloster), samt syster till Philip Christoffer von Königsmarck, Amalia Wilhelmina von Königsmarck och Carl Johan von Königsmarck. Hon var brorsdotter till Otto Wilhelm von Königsmarck. 
Hon växte upp i Tyskland och fick under sin mors ledning en mycket god uppfostran och utbildning. Hon talade tyska, franska, italienska, svenska och förstod litet latin. Hon älskade musik och skådespel och författade själv verser. Hon var även mycket duktig på att brodera och teckna. Tidigt blev hon bemärkt för sin spiritualitet och skönhet.
År 1680 flyttade hon med sin mor till Stockholm. Påverkad som hon var av fransk salongsfeminism kom hon att spela en framträdande roll i hovets nöjesliv och bidrog till att introducera franskklassicismen i Sverige. 
Under vintern 1683–1684 uppfördes den svenska urpremiären av Iphigenie av Racine av en grupp kvinnliga amatörer vid hovet under beskydd och uppmuntran av den svenska drottningen, Ulrika Eleonora. Johanna Eleonora De la Gardie spelade Iphigenie, Amalia Wilhelmina Königsmarck Achilles och Ebba Maria De la Gardie Eriphile. Aurora Königsmarcks roll i pjäsen har felaktigt sagts vara titelrollen, och ibland Agamemnon. Agamemnon spelades dock av Augusta Wrangel, medan Königsmarck spelade Clitemnestre. Detta var troligen den första pjäs som uppfördes exklusivt av kvinnor i Sverige. Hon pläderade även för kvinnans rätt till studier.
Hon stod fadder till och blev nära vän med Maria Aurora von Spiegel, en före detta osmansk slavinna som hade förts till Sverige av Auroras bror Philip Christoffer.
Hennes mor avled 1691. Reduktionen såväl som processer inom släkten hade tärt på familjens ekonomi, och 1692 reste Königsmarck med Maria Aurora von Spiegel från Sverige för att finna lyckan på annat håll. De första åren bodde hon på olika platser i Tyskland – Hamburg, Stade, Hannover. Under dessa år var det många som friade till den vackra Königsmarck, men hon avböjde samtliga dessa giftermålsanbud. Hon hade nämligen under åren i Stockholm förlorat sitt hjärta till friherre Claes Gustaf Horn. Denne hade tvingats lämna Sverige efter ett slagsmål och reste nu omkring på kontinenten. Ibland korsades deras vägar och då bad Horn henne alltid om pengar.
Under hösten 1694 reste Königsmarck till Dresden för att ta reda på vad som hänt med hennes bror Philip Christoph. Här träffade hon den sachsiske kurfursten August den starke, drogs in i ett vilt nöjesliv vid hovet och blev Augusts älskarinna. 1696 födde hon sonen Moritz (Moritz av Sachsen, marskalk av Frankrike).
Hon bodde sedan omväxlande i Dresden, Leipzig, Hamburg och Quedlinburg, där hon 1700 blev föreståndarinna vid dess jungfrustift, Quedlinburgs stift.
Vid nyårstid 1702 begav hon sig till den svenska kungen Karl XII:s huvudkvarter vid Würgen i Kurland. Detta för att försöka förmå kungen att till hennes släkt ge tillbaka de gods som familjen förlorat vid reduktionen. Kungen ville dock inte ta emot henne. Under Karl XII:s uppehåll i Altranstädt 1706–1707 gjorde Königsmarck ett nytt försök, men inte heller då blev hon mottagen av den svenske kungen. Hennes uppvaktande av Karl XII är motivet för Snoilskys dikt Aurora Königsmark, som ingår i den kända diktsamlingen Svenska bilder.
Hon fortsatte sedan att flacka runt och hennes ekonomiska förhållanden blev sämre och sämre. Hon avled i Quedlinburg och där visades hennes balsamerade lik i slottskyrkan ända fram till 1900-talets början.